# Đồng niên vãng sự (phim)
Đồng niên vãng sự (tiếng Anh: A Time to Live, A Time to Die; tiếng Trung: 童年往事) là một bộ phim điện ảnh Đài Loan năm 1985 do Hầu Hiếu Hiền đạo diễn. Phim được coi là một trong những bộ phim tiêu biểu nhất của phong trào làn sóng mới Đài Loan. Phim nằm trong danh sách 100 phim châu á vĩ đại nhất lịch sử của liên hoan phim Busan lần thứ 20.

## Tóm tắt
Bộ phim là câu chuyện tự sự, về niềm vui và nỗi buồn, sự lạc quan trước của một gia đình, khi họ phải chuyển nhà từ Đại lục sang Đài Loan sinh sống. A Hiếu là nhân vật chính của câu truyện, cha mẹ của cậu luôn tin rằng những khó khăn vất vả ở nơi ở mới này chỉ là tạm thời mọi chuyện sẽ tốt đẹp hơn, mọi thứ sẽ diễn ra như những gì trong quá khứ. và rồi người bố chết, người mẹ chết, người bà chết… những đứa con trong gia đình lớn lên, bước tới những chân trời riêng của họ. Bản thân A Hiếu gia nhập vào một băng đảng đường phố và cậu phải đối diện với việc lựa chọn giữa việc tiếp tục cuộc sống lang thang như vậy hay tham gia kỳ thi tuyển sinh đại học.

## Diễn viên
- Điền Phong
- Mai Phương
- Đường Như uẩn
- Tiêu Ngải
- Du An Thuận
- Tân Thụ Phân

## Giải thưởng
| Giải thưởng                           | Hạng mục                                                | kết quả   |
| ------------------------------------- | ------------------------------------------------------- | --------- |
| Giải Kim Mã lần thứ 22 (1985)         | Phim chính kịch hay nhất                                | Đề cử     |
| Giải Kim Mã lần thứ 22 (1985)         | Đạo diễn xuất sắc nhất                                  | Đề cử     |
| Giải Kim Mã lần thứ 22 (1985)         | Nữ phụ xuất sắc nhất                                    | Đoạt giải |
| Giải Kim Mã lần thứ 22 (1985)         | Kịch bản gốc xuất sắc nhất                              | Đoạt giải |
| Giải Kim Mã lần thứ 22 (1985)         | Ca khúc gốc xuất sắc nhất                               | Đề cử     |
| Giải Kim Mã lần thứ 22 (1985)         | Thu âm xuất sắc nhất                                    | Đề cử     |
| Giải Kim Mã lần thứ 22 (1985)         | Quay phim xuất sắc nhất                                 | Đề cử     |
| Giải thưởng điện ảnh Hồng Kông        | Top 10 phim Trung Quốc hay nhất của năm                 | Đoạt giải |
| Liên hoan phim Châu Á Thái Bình Dương | Giải đặc biệt của Ban giám khảo                         | Đoạt giải |
| Liên hoan phim quốc tế Berlin         | Giải thưởng đặc biệt của Hiệp hội phê bình phim quốc tế | Đoạt giải |